# نابرابردندان
نابرابردندان (نام علمی: Scalenodon) نام یک سرده از راسته ددکمانان است.